# Sint-Barbarakapel (Urmond)

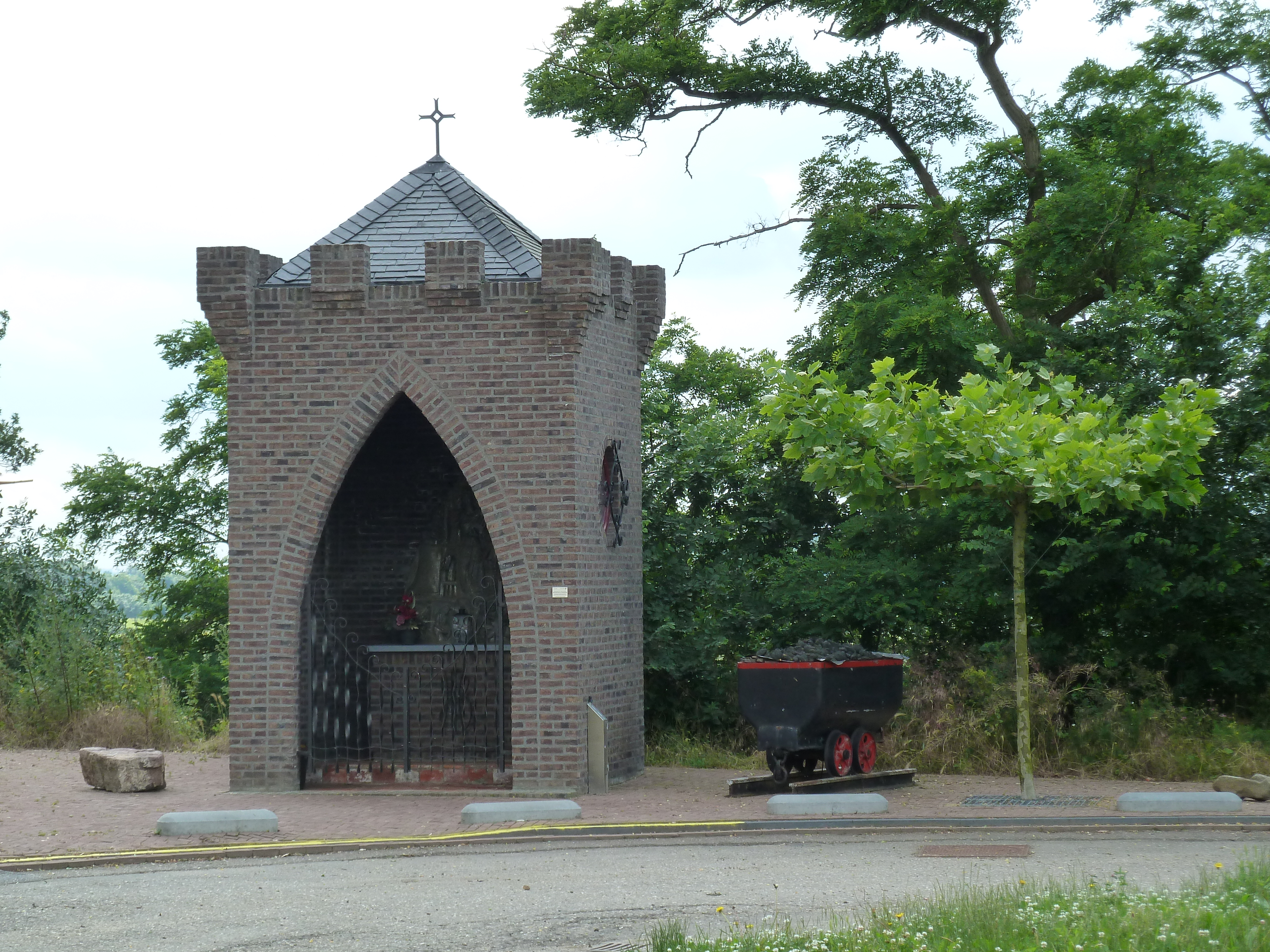
De Sint-Barbarakapel

De Sint-Barbarakapel is een kapel in Urmond in de Nederlands Zuid-Limburgse gemeente Stein. De kapel staat aan de Hoge Bergstraat op de Kattekop in het zuiden van Oud-Urmond op de overgang van het Maasdal naar het Plateau van Graetheide. Op krap 200 meter naar het noordoosten staat de Kruiskapel.
De kapel is gewijd aan de heilige Barbara van Nicomedië, de patrones van de mijnwerkers.

## Geschiedenis
Na de Tweede Wereldoorlog dreigde Urmond door de rivier de Maas overspoeld te worden als gevolg van mijnverzakkingen door steenkoolwinning in de Staatsmijn Maurits. Eind jaren 1940 stelden de Staatsmijnen 11.400 m³ bouwvolume beschikbaar als daarop huizen voor mijnwerkers gebouwd werden. Op de Kattekop werden toen 58 woningen gebouwd. Sinds 1950 werd de jaarlijkse sacramentsprocessie door deze wijk geleid en werd er aan de Hoge Bergstraat steeds een rustaltaar gebouwd door de inwoners. Bij de buurtbewoners ontstond toen het idee om ter plaatse een kapel te bouwen en aan Eugène Quanjel werd gevraagd een kapel te ontwerpen voor de wijk. Op Paasmaandag werd op 14 april 1952 de kapel ingezegend door bisschop Guillaume Lemmens.
In 2008 werd de kapel ongeveer 70 meter naar het westen verplaatst door de kapel af te breken en verderop weer op te bouwen.

## Bouwwerk
De bakstenen kapel is opgetrokken in veldbrandsteen op een rechthoekig plattegrond en wordt gedekt door een tentdak met leien. Naast de kapel staat een kolenwagentje. Op de top van het dak staat een smeedijzeren kruis. Op de bovenrand van de muren zijn kantelen aangebracht. In de zijgevels is een rond venster geplaatst. In de frontgevel bevindt zich de spitsboogvormige toegang die wordt afgesloten met een ijzeren hek. De spitsboog wordt geaccentueerd door de wit geschilderde bakstenen.
Van binnen is de kapel uitgevoerd in bakstenen en tegen de achterwand is een massief bakstenen altaar geplaatst met een beige marmeren blad. Op het altaar staat een groot bas-reliëf bestaande uit tien tegelfragmenten van de hand van Eugène Quanjel dat de heilige Barbara toont met naast haar een koeltoren, een schatblok en aan haar voeten mijnwerkers die bezig zijn met de winning van steenkool.